# Yousef Karami
Yousef Karami (n. 22 martie 1983, Mianeh, Provincia Azarbaidjanul de Est, Iran) este un taekwondist ce a reprezentat Iran, medaliat olimpic. A participat la 2 ediții ale Jocurilor Olimpice (2004, 2012) în care a câștigat o medalie de bronz.